# クロード＝ジョゼフ・ルジェ・ド・リール

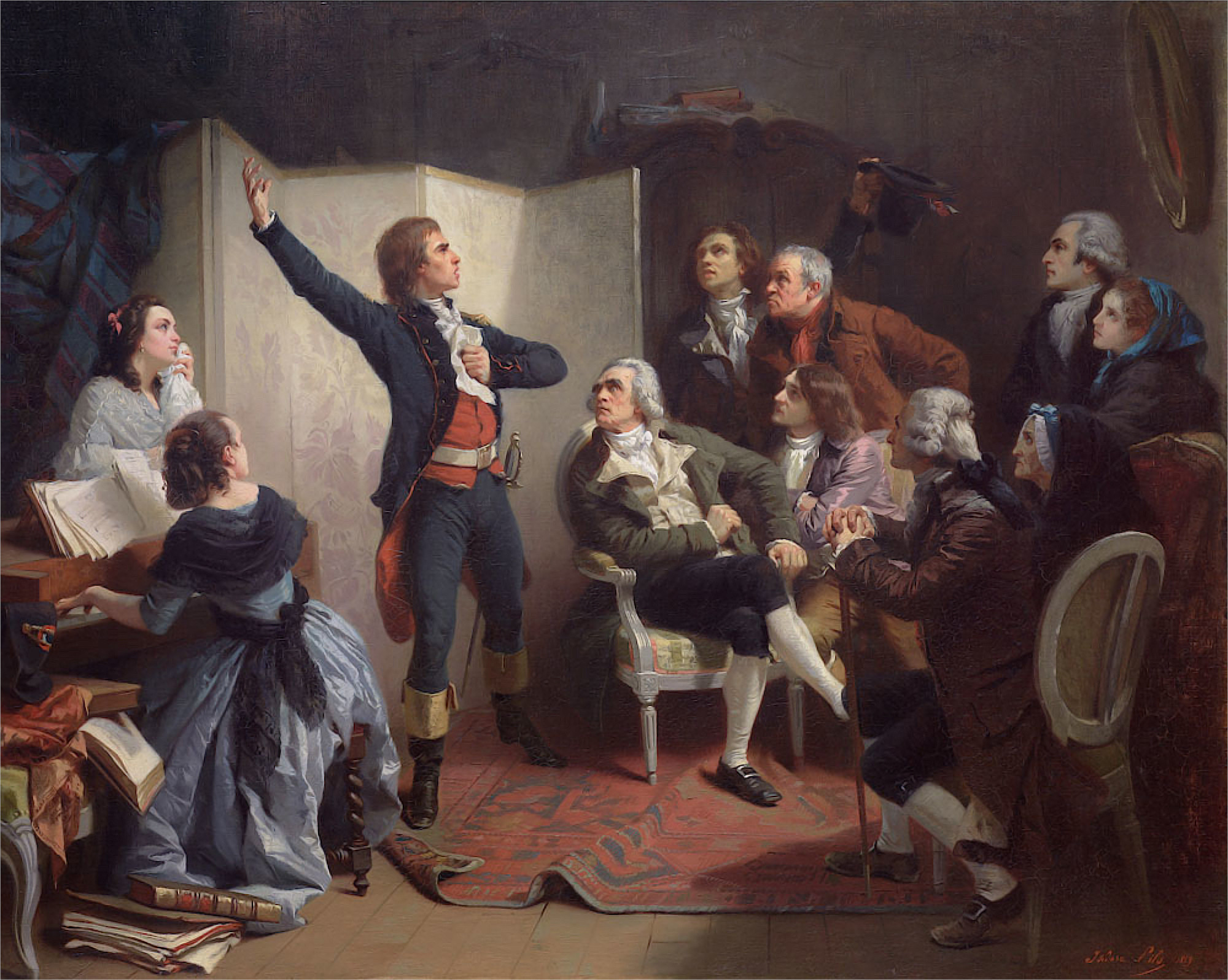
ラ・マルセイエーズを初披露するルジェ・ド・リール大尉

クロード＝ジョゼフ・ルジェ・ド・リール（Claude-Joseph Rouget de Lisle, 1760年5月10日 - 1836年6月26日）は、フランスの軍人・作曲家・作詞家。フランス国歌「ラ・マルセイエーズ」を作詞作曲した。

## 生涯
ジュラ県のロン＝ル＝ソーニエで弁護士の息子に生まれる。長じて軍学校に入り士官教育を受け、工兵将校として軍に入隊した。在学当時から音楽には強い関心を抱いていたという。
1792年4月、フランスがオーストリア大公国に宣戦布告をした。この時、ストラスブールのライン方面軍に配属されていた当時大尉のルジェ・ド・リールのもとへ、ストラスブール市長が訪れ、方面軍の士気向上のために行進歌を作るよう依頼した。4月25日、ルジェ・ド・リールは一日で曲を書き上げ、『ライン軍のための軍歌』 (Chant de guerre pour l'armée du Rhin) と題し、翌4月26日、市長と聴衆の前で披露した。感激した市長はさっそく楽譜を印刷し、方面軍司令官のニコラ・リュクネール元帥にこの曲を献呈した。後にマルセイユの義勇軍がこの曲を採用し、パリ入城の際に歌っていたことから有名となり、「ラ・マルセイエーズ」(La Marseillaise) と題されて国歌に制定された。
1792年の8月10日事件後、立憲王政を支持していたルジェ・ド・リールは逮捕され投獄された。1794年のテルミドールのクーデター後に解放され、軍に復帰した。1796年、ルジェ・ド・リールは軍を追放されロン＝ル＝ソーニエに帰国。1814年にはルイ18世を讃える「国王万歳！」(Vive le Roi !) を作曲している。後にルイ・フィリップから別荘と年金を下賜された。1836年、ルジェ・ド・リールは76歳で亡くなった。
ルジェ・ド・リールの遺灰はショワジー＝ル＝ロワ墓地に埋葬されたが、第一次世界大戦中の1915年7月14日にオテル・デ・ザンヴァリッド（廃兵院）に改葬された。